# 4797 Ako
Ako (asteróide 4797) é um asteróide da cintura principal, a 1,9700691 UA. Possui uma excentricidade de 0,1836465 e um período orbital de 1 369,29 dias (3,75 anos).
Ako tem uma velocidade orbital média de 19,173048 km/s e uma inclinação de 1,81107º.
Este asteróide foi descoberto em 30 de Setembro de 1989 por Toshiro Nomura, Koyo Kawanishi.